# Privates Bauernhofmuseum „Auf der Puit“

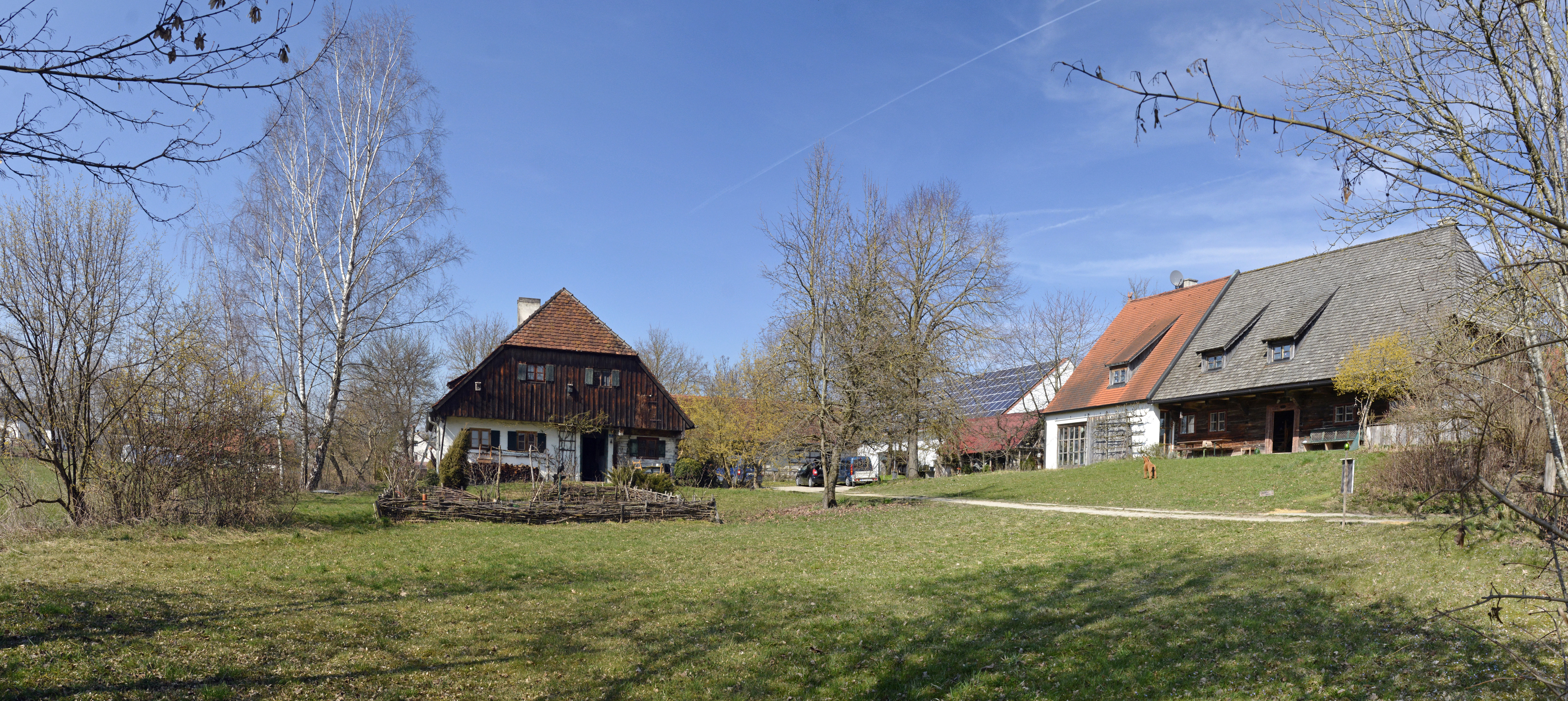
Auf der Puit

Das private Bauernhofmuseum „Auf der Puit“ wurde zwischen 1983 und 1996 von dem Münchner Heimatkundler Alois Kammermeier in Ebersbach, Gemeinde Weichs, Landkreis Dachau aufgebaut.

## Geschichte
Das private Bauernhofmuseum besteht aus zwei Hauptgebäuden aus dem 18. Jahrhundert und Nebengebäuden wie Back- und Taubenhaus, Bienenstand und Remise. Bei dem unter Denkmalschutz stehenden sog. „Doimerhaus“ handelt es sich um das Wohn-Stallgebäude eines Vollbauern aus Günzenhausen in der Holledau, das 1793 in Blockbauweise errichtet und dessen Stallteil im 19. Jahrhundert durch Ziegelmauerwerk ersetzt worden war. Das Baudenkmal wurde 1979 abgebrochen und 1983 in Ebersbach mit geringfügigen Veränderungen wieder aufgebaut. Beim zweiten Haus handelt es sich um eine sog. Sölde, das Wohn-Stallgebäude eines Dorfschusters aus dem 3 km entfernten Pasenbach, das 1971 abgebrochen wurde, zunächst für das Oberbayerische Bauernhofmuseum auf der Glentleiten vorgesehen war, aber umständehalber auf der „Puit“ in Ebersbach landete. Von dem ursprünglichen Blockbau aus dem 18. Jahrhundert konnte nur die Schlafkammer im Originalzustand erhalten bleiben, die heute eine Schusterwerkstatt beherbergt, alle übrigen Teile mussten ersetzt werden. Auf der Nordseite der Dreiseithofanlage steht ein nachgebautes Backhaus aus dem nahen Mittermarbach von 1893, ein Ziegelbau mit einfachgedecktem Rofendach, das heute eine Sammlung bäuerlichen Gerätes aus der vorindustriellen Zeit beinhaltet.
Das Anwesen ging 2020 an den Sohn Simon Kammermeier, der den Hof weiter bewirtschaftet, über.